# District de Kolar
Pour les articles homonymes, voir Kolar (homonymie).
Le district de Kolar (kannada : ಕೋಲಾರ ಜಿಲ್ಲೆ) est l'un des trente district  de l'état du Karnataka, en Inde.

## Histoire

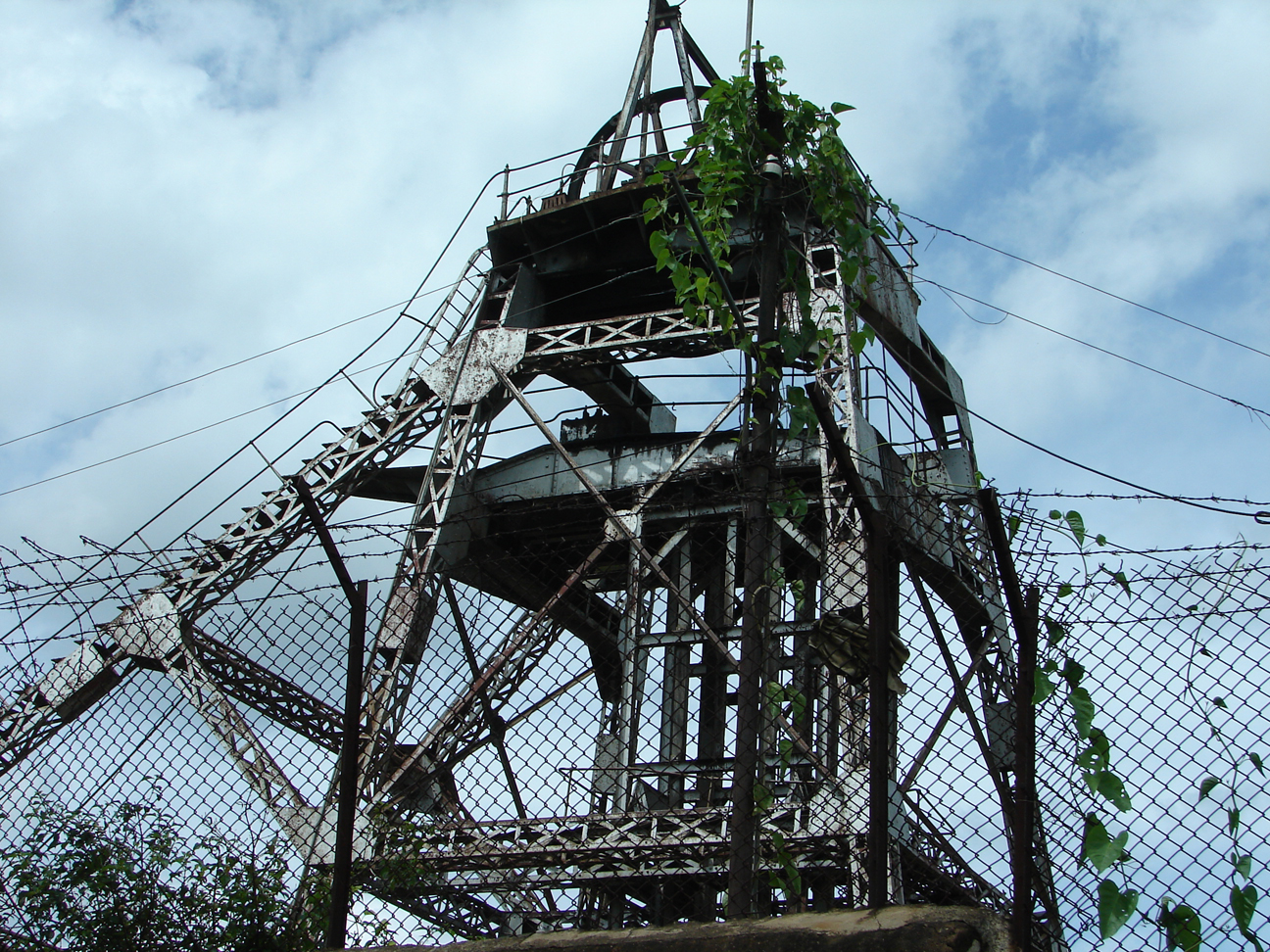
Chevalement de la mine d'or.

## Géographie
Au recensement de 2011, sa population était de 1 536 410 habitants pour une superficie de 3 979 km2, la population alphabétisée à 74,39% est à 31,25% urbaine.
Son chef-lieu est la ville de Kolar mais la ville la plus peuplée est Robertson Pet.

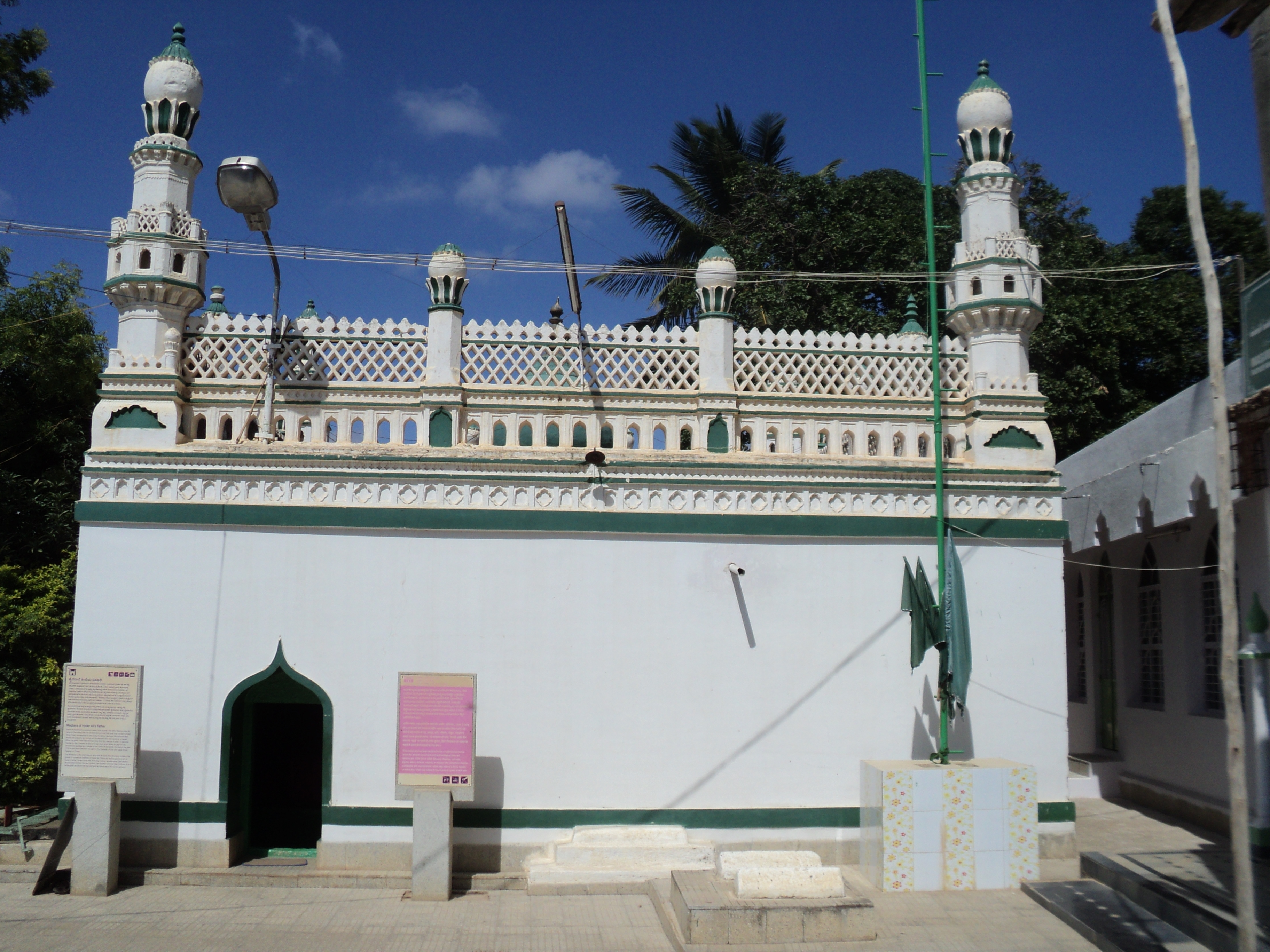
Tombe classée de Haider Ali Father.
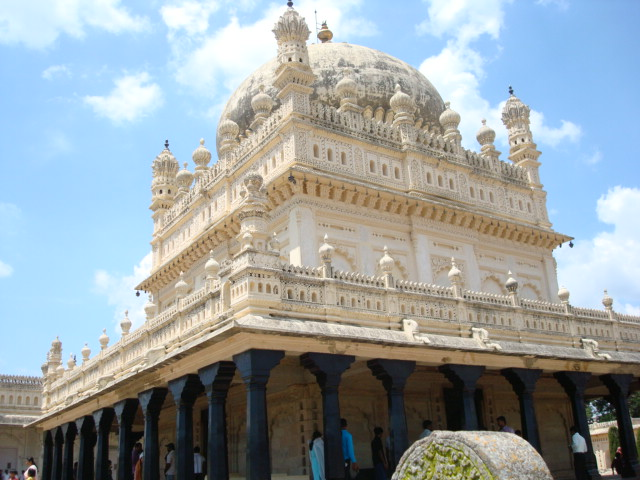
Tombe classée de Hydar ali Dargah.
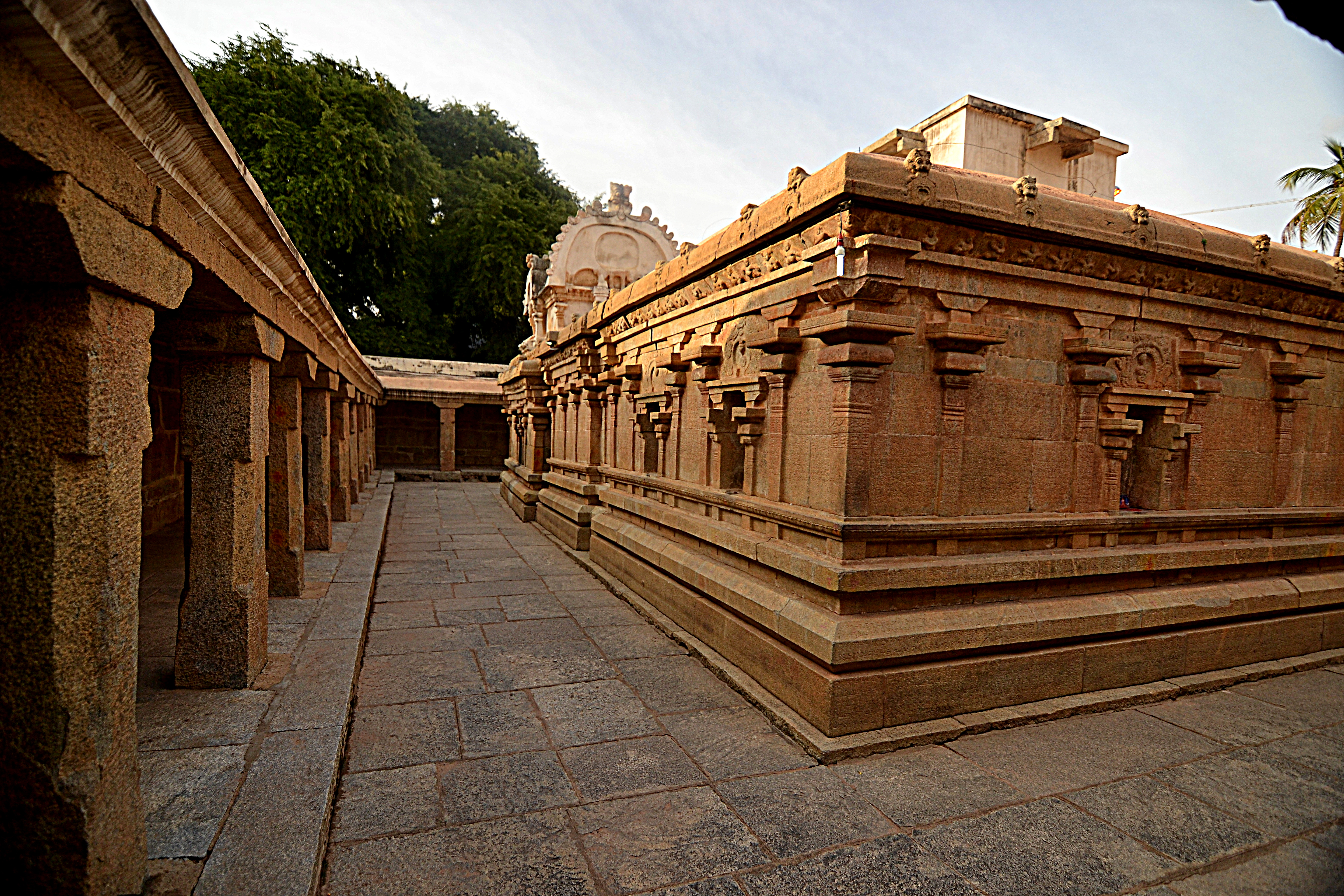
Le temple troglodyte de Badami.
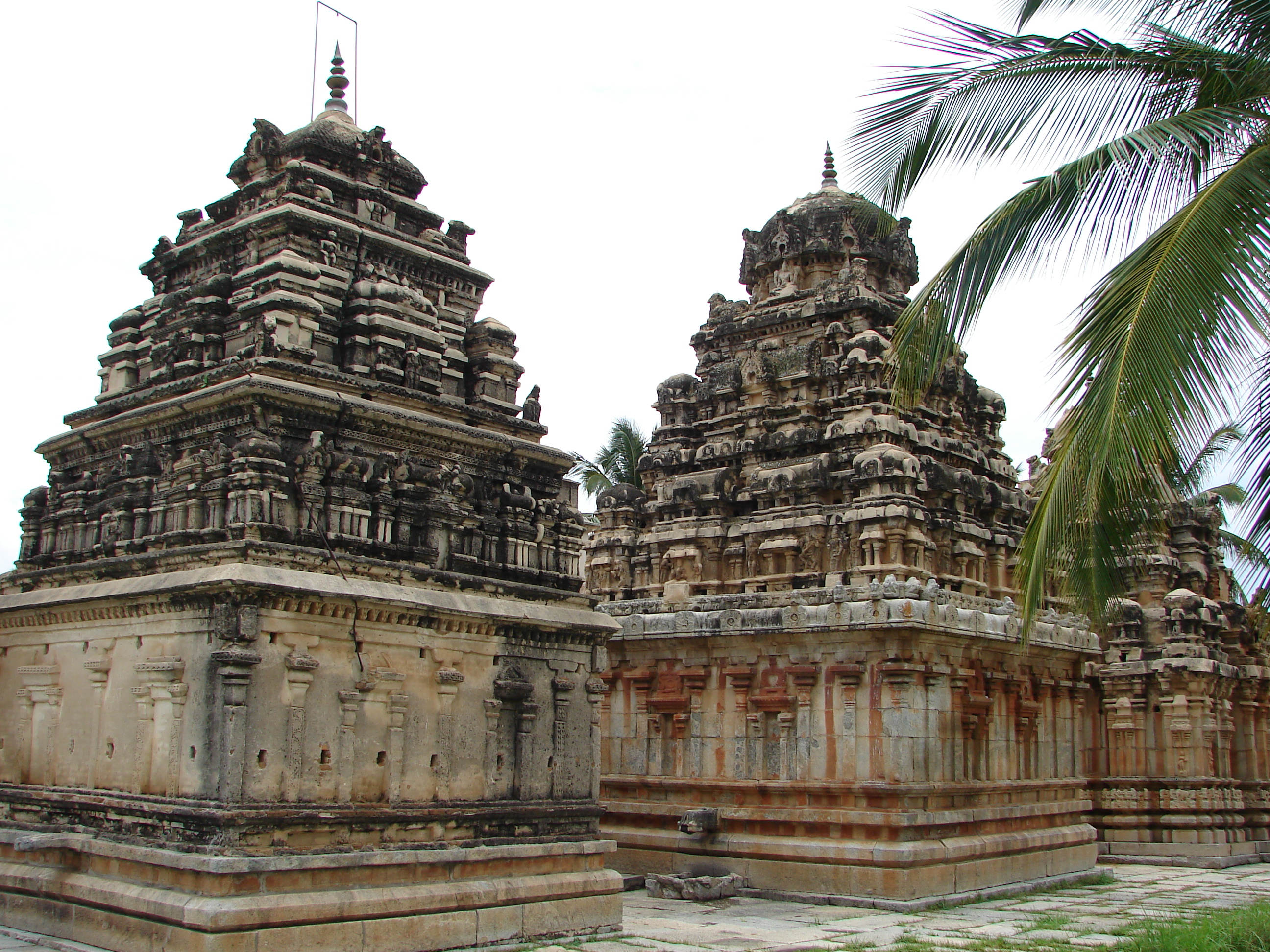
Temples à Avani.
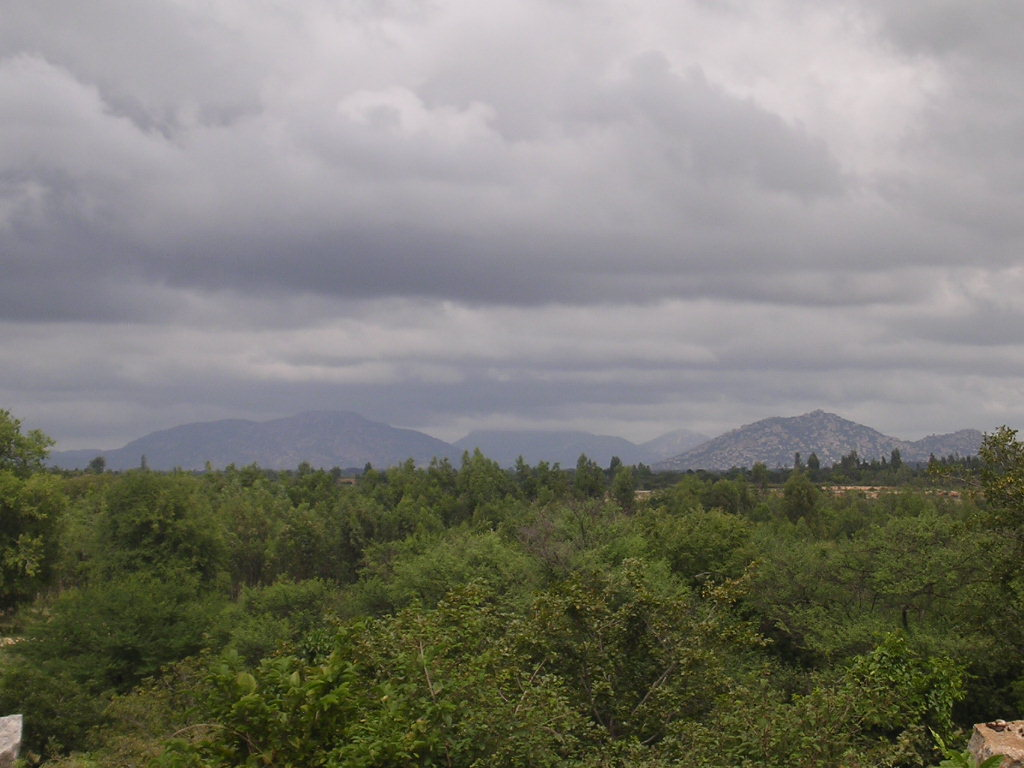
Vers les Ghats.
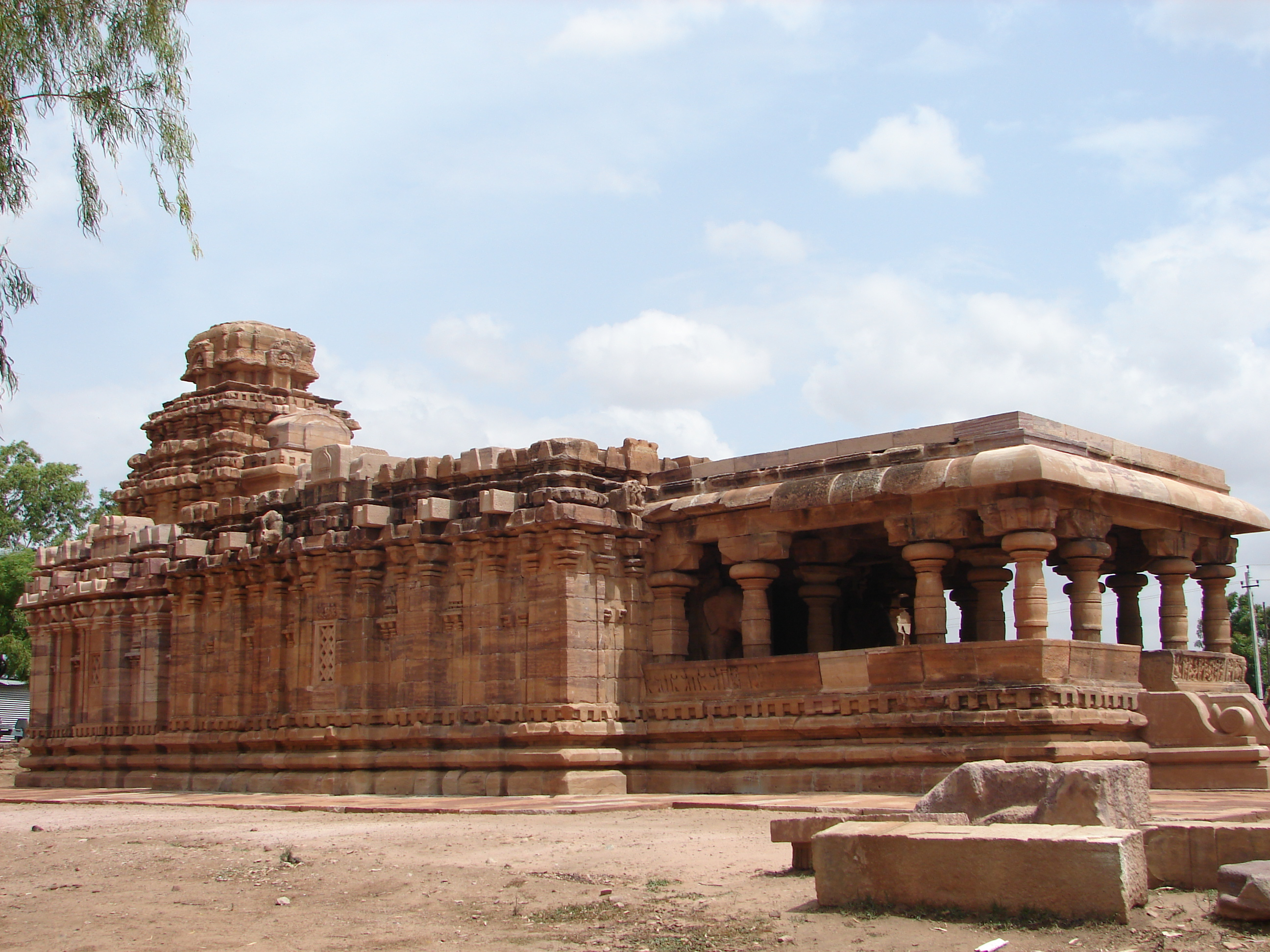
Kolaramma, temple classé situé à Kolar.